# Устиев, Евгений Константинович
Евгений Константинович Устиев (23.05.1909—20.08.1970) — геолог, петрограф, доктор геолого-минералогических наук, признанный авторитет в области магматизма и метаморфизма Северо-Востока России, представитель петрографической школы академика Левинсона-Лессинга, научный сотрудник Петрографического и Минералогического институтов. Первооткрыватель Анюйского вулкана (1952). Ученик геолога А. А. Флоренского. Автор популярных книг «У истоков золотой реки» и «По ту сторону ночи»

## Биография
Родился в Ярославле. Учился гимназии Левандовского, затем перешёл в трудовую школу, где познакомился с А.А. Флоренским. 
В 1930 году окончил ЛГИ. В 1930— 1937 годах  работал в Минералогическом и Петрографическом институтах АН СССР. В 1937 году был репрессирован. В 1940—1956 годах инженер-геолог в Геолого-разведочном управлении «Дальстроя». В 1946-1956 руководит петрографической экспедицией научно-исследовательского отдела Геологического управления Дальстроя, положившей начало планомерным исследованиями в области магматической геологии Северо-Востока СССР, создал школу петрографов. 
17 марта 1955 года защищает кандидатскую диссертацию "Анюйский вулкан и трещинный поток базальтов долины Монни(некоторые проблемы четвертичного вулканизма Северо-Востока СССР)". Оппонентами на защите были известные геологи Пийп Б.И. и Лебедев А.П.  Уже через месяц защищает докторскую диссертацию "Мезозойские и мезокайнозойские интрузии Охотского пояса "
С 1957—1970 — научный сотрудник петрографического отдела Института геологии рудных месторождений, петрографии, минералогии и геохимии АН СССР .